# Table des caractères Unicode/U1CC0
Cette page contient des caractères spéciaux ou non latins. S’ils s’affichent mal (▯, ?, etc.), consultez la page d’aide Unicode.
Table des caractères Unicode U+1CC0 à U+1CCF.

## Soundanais — supplément(Unicode 6.1)
Utilisés pour l’écriture brahmique avec l’abugida soundanais avec des signes de ponctuation.

### Table des caractères
| en fr  | 0 | 1 | 2 | 3 | 4 | 5 | 6 | 7 | 8 | 9 | A | B | C | D | E | F |
| ------ | - | - | - | - | - | - | - | - | - | - | - | - | - | - | - | - |
| U+1CC0 | ᳀ | ᳁ | ᳂ | ᳃ | ᳄ | ᳅ | ᳆ | ᳇ |   |   |   |   |   |   |   |   |